# Системи вимірювання під час буріння
Системи вимірювання під час буріння (англ. measurement while drilling (MWD))
У сучасному бурінні на нафту і газ, особливо на шельфі, з однієї бурової платформи бурять кілька свердловин. Щоб уникнути зіткнень між окремими отворами, необхідно визначити точний курс окремих отворів. Через відхилення магнітного поля землі захисними трубами, які вже знаходяться в землі, неможливо виконати ці вимірювання за допомогою магнітного компаса. Для цього використовують гірокомпаси, а останнім часом інерціальні навігаційні системи, які зазвичай опускають у стовбур ствола на вимірювальному тросі. Гірокомпас передає напрямок і нахил свердловини на поверхню, де потім розраховується траєкторія свердловини. Інерціальні навігаційні системи безпосередньо обчислюють пройдений шлях шляхом подвійного інтегрування значень прискорення та напрямку шляхом інтегрування швидкості обертання, виміряної гіроскопами.
Бурова установка використовується для створення свердловини у глибині землі, наприклад, для видобутку природних ресурсів, таких як газ або нафта. Під час такого буріння дані отримуються від датчиків бурової установки для ряду цілей, таких як: підтримка прийняття рішень для моніторингу та керування безперебійним ходом буріння; детальні записи або каротаж свердловин геологічних утворень, відкритих свердловиною; генерувати статистику операцій і контрольні показники ефективності, щоб можна було ідентифікувати вдосконалення, а також надавати планувальникам свердловин точні дані про продуктивність операцій, за допомогою яких можна виконувати статистичний аналіз ризиків для майбутніх операцій по експлуатації свердловин. Терміни вимірювання під час буріння (MWD) і каротаж під час буріння (LWD) не використовуються послідовно в галузі. Незважаючи на те, що ці терміни пов'язані, у контексті цього розділу термін вимірювання під час буріння відноситься до вимірювань направленого буріння, напр., для підтримки прийняття рішень щодо траєкторії стовбура свердловини (нахил і азимут), тоді як каротаж під час буріння, (LWD) відноситься до вимірювань, що стосуються геологічних утворень, які проходять під час буріння.